# Balde (Erndtebrück)
Balde is een plaats in de Duitse gemeente Erndtebrück, deelstaat Noordrijn-Westfalen, en telt 315 inwoners (2007).